# 阿馬克納克島
阿馬克納克島（英語：Amaknak Island 或 Umaknak Island，阿留申語：Amaxnax）是一個阿留申群島中的島嶼，屬於福克斯群島。該島位於烏納拉斯卡灣內，在烏納拉斯卡島的東北方。荷蘭港即位於阿馬克納克島上。該島面積8.5平方公里，2000年人口普查2524人，這是烏納拉斯卡市鎮59%的人口。該島也是阿留申群島中人口最多的島嶼。

## 延伸閱讀
- Pringle, Heather. 2007. "The Battle Over Amaknak Bridge - Progress Versus Preservation in Alaska's Aleutian Islands". Archaeology : a Magazine Dealing with the Antiquity of the World. 60, no. 3: 28.

53°54′37″N 166°32′12″W / 53.91028°N 166.53667°W